# R142A
Le R142A sono una serie di 600 carrozze della metropolitana di New York operanti nella divisione A e realizzate dalla Kawasaki Heavy Industries tra il 1999 e il 2004. Fanno parte della famiglia dei New Technology Train.

## Storia
Il 30 aprile 1997, la Metropolitan Transportation Authority approvò l'acquisto di 400 carrozze realizzate dalla Kawasaki Heavy Industries, le R142A appunto, e di 680 realizzate dalla Bombardier Transportation, le R142, per un totale di 1 080 carrozze. L'ordine iniziale era di 740 carrozze ma grazie alla forte concorrenza tra le aziende, la MTA riuscì ad ordinarne altre 340 allo stesso prezzo di 1,45 miliardi di dollari. L'accordo storico arrivò dopo numerose trattative e rappresentò all'epoca il più grande acquisto di carrozze nella storia della metropolitana di New York.
Le carrozze furono costruite tra il 1999 e il 2004 nella fabbrica della Kawasaki di Kōbe, in Giappone, e infine assemblate negli stabilimenti americani di Lincoln, in Nebraska, e di Yonkers, nello Stato di New York. Le prime dieci carrozze R142A vennero consegnate il 10 dicembre 1999 e il successivo 10 luglio 2000 entrarono ufficialmente in servizio sulla linea 6, dopo diversi mesi di test e dopo la risoluzione di tutti i problemi riscontrati.
In seguito, tra il 2014 e il 2016, 380 delle 600 carrozze furono convertite in R188 con l'introduzione del communication based train control, per poter essere utilizzate sulla linea IRT Flushing, di recente sottoposta a lavori di automatizzazione. Il numero di carrozze R142A disponibili si è quindi ridotto a 220.

## Utilizzo
Le 160 carrozze R142A in servizio sono così assegnate alle diverse linee: 130 carrozze, cioè l'equivalente di 13 treni, alla linea 4 e 30 carrozze, cioè l'equivalente di 3 treni, alla linea 6. I depositi assegnati alle carrozze sono invece quelli di Jerome e Pelham.